# Крочево
Крочево (пол. Kroczewo) — село в Польщі, у гміні Залуський Плонського повіту Мазовецького воєводства.
Населення — 613 осіб (2011).
У 1975-1998 роках село належало до Цехановського воєводства.

## Демографія
Демографічна структура станом на 31 березня 2011 року:
|          | Загалом | Допрацездатний вік | Працездатний вік | Постпрацездатний вік |
| -------- | ------- | ------------------ | ---------------- | -------------------- |
| Чоловіки | 303     | 63                 | 211              | 29                   |
| Жінки    | 310     | 67                 | 173              | 70                   |
| Разом    | 613     | 130                | 384              | 99                   |